# М'ємбені
Спортивний клуб М'ємбені або просто М'ємбені (англ. Miembeni Sport Club) — професіональний танзанійський та занзібарський футбольний клуб з Занзібару, розташований на однойменному острові.

## Історія
Заснований у 1945 році в столиці Занзібару, один з найуспішніших клубів країни. До 2004 року виступав у чемпіонаті та кубку Танзанії, після цього виступає у футбольних змаганнях Занзібару. Команда тричі ставала переможцем Прем'єр-ліги, а також тричі перемагали в кубку Танзанії. Також «М'ємбені» двічі тріумфував у Кубку Мапіндузі. Завдяки цьому клуб 6 разів кваліфікувався до континентальних клубних турнірах, де найкращого результату досяг у Кубку володарів кубків КАФ 1986 та 1987.

## Досягнення
- Прем'єр-ліга Занзібару
  -  Чемпіон (3): 1987, 2007, 2008

- Кубок Танзанії
  -  Володар (3): 1985, 1986, 1987

- Кубок Мапіндузі
  -  Володар (2): 2008, 2009

## Статистика виступів
| Сезон | Турнір                     | Раунд      | Клуб                   | Вдома | На виїзді | Загалом     |
| ----- | -------------------------- | ---------- | ---------------------- | ----- | --------- | ----------- |
| 1986  | Кубок володарів кубків КАФ | 1          | Портьйо Магаджанга     | 2-2   | 0-1       | 2-3         |
| 1986  | Кубок володарів кубків КАФ | 2          | Пауер Дайнамос (Кітве) | 1-1   | 0-5       | 1-5         |
| 1987  | Кубок володарів кубків КАФ | 1          | Гайландерс             | 1-0   | 0-1       | 1-1 (2-5 п) |
| 1987  | Кубок володарів кубків КАФ | 2          | Вітал'О                | 0-1   | 1-3       | 1-4         |
| 1988  | Кубок володарів кубків КАФ | 1          | БТМ (Антананаріву)     | 3-1   | 0-0       | 3-1         |
| 2008  | Ліга чемпіонів КАФ         | Попередній | Мамелоді Сандаунз      | 0-1   | 0-4       | 0-5         |
| 2009  | Ліга чемпіонів КАФ         | Попередній | Мономотапа Юнайтед     | 2-0   | 1-2       | 3-2         |
| 2010  | Кубок конфедерації КАФ     | Попередній | Петроджет              | 2-2   | 0-2       | 2-4         |